# Abbaye Saint-Aubin des Bois
L'abbaye Saint-Aubin des Bois  est un ancien monastère cistercien situé à Plédéliac (Côtes-d'Armor). Fondée le 3 février 1137 par Geoffroi II Botherel, comte de Lamballe et de Penthièvre, et par les moines de l'abbaye de Bégard. Dissoute en 1830, l'abbaye fut détruite au XIXe siècle.

## Historique

### Les débuts
Cette abbaye Abbatia Sancti Albini de Bosco n'a pas de charte de fondation connue, mais si l'on se réfère à l'auteur de la Chronique de Nantes, elle fut fondée le 3 février 1137. De la même façon, les noms de son fondateur et de ses premiers bienfaiteurs restent inconnus. En 1143, Philippe, son premier abbé, obtient d'Eugène III la confirmation de toutes les donations déjà faites à Saint-Aubin-des-Bois.
En 1240, le monastère est la proie des flammes et brûle totalement. La générosité de Denise de Matignon, épouse de Robert, vicomte de Merdrignac le relève de ses cendres par ses donations à l'abbaye en 1257, 1258, 1259
En 1255, sous l'abbé Hervé, est consacrée l'église rebâtie[réf. nécessaire].

### XVeetXVIesiècles
En 1433, Eugène IV, qui s'était réservé la nomination du chef de cette communauté, casse l'élection d'Olivier de la Garande, mais, en décembre de la même année, sa sainteté le rétablit[réf. nécessaire]. En 1483, Olivier Hus, qui gouvernait l'abbaye depuis 41 ans, est révoqué comme trop « âgé et imbécile » par Guillaume, abbé de Bégard. Le 23 juin 1484, Olivier de Broon est pourvu de l'abbaye de Saint-Aubin ; deux ans après, il est élu abbé de Saint-Melaine de Rennes[réf. nécessaire].

### DuXVIIeauXIXesiècle
En 1614, sous l'abbatiat de Jean Pépin, est introduite la réforme de Cîteaux.
En 1653, un ancien évêque d'Avranches, Roger d'Aumont, est abbé de Saint-Aubin. Le 6 juillet 1752, César de Bonamour, docteur en Sorbonne et vicaire général de Rennes, est abbé de Saint-Aubin. Il meurt le 24 juillet 1753[réf. nécessaire].
La Révolution française porte un coup fatal à l'abbaye de Saint-Aubin-des-Bois où sept moines séjournaient encore. L'abbaye est affectée aux Hospices de Lamballe. En février 1796, deux religieux cisterciens de Saint-Aubin sont exécutés par les soldats bleus à la recherche de chouans. L'un des religieux rescapés loue les locaux jusqu'à sa mort en 1820. Dès 1825, le monastère est racheté par l'évêque de Saint-Brieuc : Mathias Le Groing de La Romagère (1756-1841), qui le fait aménager en maison de retraite pour prêtres. La maison de Saint-Aubin abrite ensuite l'hospice des Frères de Saint-Jean de Dieu à partir de 1830. Leur établissement est transféré à Léhon en 1838. Vendue, l'abbaye est dépecée pour construire les châteaux de La Vallée et de Saint-Aubin proches, ainsi que les églises de Quintenic et de Pléven[réf. nécessaire].

## Propriétés et revenus

### Dîmes
- Dîmes de Languenan.

#### Archives
- Archives départementales des Côtes-d'Armor : 
  - série Q : 1 Q 136. Plédéliac. Biens nationaux, état et notice des monuments de peinture, sculpture, gravure et dessin et ouvrages d'art, par Augustin Guernion peintre de profession, 16 août 1791 ;
  - série Q : 1 Q 1-18. Plédéliac. Biens nationaux, procès-verbal de visite des biens dépendant de l'abbaye Saint-Aubin des Bois, 1790 ;
  - série H 361 à H 392 bis« Abbaye de Saint Aubin des Bois », sur archives.cotesdarmor.fr (consulté le 26 septembre 2021) ;
  - C 2 M 11, cartulaire de Saint-Aubin des Bois ;
  - 2 Mi 1, microfilm du cartulaire de l'abbaye ;
  - 2 2910, une part de dîme due à l'abbaye ; E 2651, acte de la vente du bien de la Vallée Éveillard, dépendant de l'abbaye ;
  - série B 3401 ;
  - série A 60-64.